# Севільський цирульник (п'єса)
Севільський цирульник, або Марна обережність, Le Barbier de Séville — комедія у чотирьох діях французького драматурга П'єра Бомарше, написана в 1773 році, а поставлена в 1775 році.
П’єса є першою з трилогії, до якої також входять «Одруження Фігаро» та «Злочинна мати або Другий Тартюф».

## Історія створення
П'єса «Севільський цирульник» спочатку була написана в 1772 у формі фарсу для домашнього театру Ленормана д'Етіоль, в гуртку якого Бомарше відзначався як автор і актор. Однак сам автор передбачав п'єсі великий успіх і відніс свій твір у Театр італійської комедії, проте театр відмовився від її постановки. Тоді Бомарше переробив п'єсу в 1773 році в драматичну комедію і передав її у паризький театр «Комеді Франсез». 23 лютого 1775 року відбулась прем'єра, але вона була провальною. Бомарше швидко удосконалив сценарій, довівши за три дні до тривалого успіху.

## Назва комедії
Назва п'єси може бути каламбуром найяскравішої п'єси Тірсо де Моліна ("Севільський фокусник")(1630). 
Ім'я "Фігаро" було винайдено Бомарше для цього персонажа, у перекладі слово означає "цирульник". 

## Сюжет
Бомарше нескладний сюжет комедії викладав так: «Закоханий старий хоче одружитися на своїй вихованці, закоханий юнак … випереджає його і в той же день у нього під носом і в його ж будинку одружується на його вихованці». 
Іспанський граф Алмавіва закохався з першого погляду в дівчину на ім'я Розіна. Щоб переконатись, що вона справді любить його, а не лише його гроші, граф маскується під бідного студента коледжу на ім'я Ліндор і намагається залицятися до неї. Його планам перешкоджає опікун Розіни, доктор Бартоло. Він тримає дівчину замкненою у своєму будинку і має намір одружитися з нею. Удача приходить до графа після випадкової зустрічі з його колишнім слугою Фігаро, який зараз працює перукарем і має доступ в будинок Бартоло. Фігаро придумує різні способи зустрічі та спілкування графа та Розіни. Граф приходить в будинок Бартоло спочатку як Ліндор, а потім як Алонсо, учень Базиля. Історія завершується шлюбом графа і Розіни.

## Герої
- Граф Алмавіва, іспанський гранд, закоханий у Розіну
- Фігаро, севільський цирульник
- Розіна, вихованка дона Бартоло, дівчина шляхетного походження
- Бартоло, лікар і опікун Розіни
- Дон Базиль, органіст, який є вчителем співу Розіни

## Зміст

### І дія
Дія відбувається перед будинком доктора Бартоло в Севільї. Граф, переодягнений у бідного студента університету, сподівається побачити Розіну, в яку закохався шість місяців тому в Мадриді. Фігаро випадково проходить вулицею, і вони впізнають одне одного. Поки двоє чоловіків розмовляють, доктор Бартоло і Розін підходять до вікна будинку. Розіна робить вигляд, що ненавмисно скидає з вікна нотний твір. Поки лікар спускається сходами, щоб дістати його, дівчина просить графа взяти записку. Вона просить пояснити, хто він і чому пішов за нею до Севільї. Від Фігаро граф дізнається, що Розіна є вихованкою лікаря Бартоло. Фігаро пропонує план входження графа, переодягнутого в нетверезого солдата, який потребує житла, в будинок.
Вони підслуховують лікаря Бартоло, який планує таємно одружитися з Розіною наступної ночі. Граф співає Розіні представляючи себе бідним юнаком на ім'я Ліндор, який закоханий в неї. 

### ІІ дія
Розіна пише записку Ліндору і просить Фігаро її передати. Коли той виходить, заходить доктор Бартоло, який скаржиться на Фігаро, і помічає чорнильні плями на пальцях Розіни. Він вимагає знати, що вона написала, що Фігаро, заховавшись у кабінеті, почув, як Бартоло і Базіль замислюють план розповсюдження злісних пліток про графа.
Фігаро повертається до Розіни і попереджає її, що Бартоло планує змусити її вийти за нього заміж до ранку. У цей момент граф, переодягнений у п'яного солдата, приходить на поселення. Та виявляється, що лікар звільнений від закону, який вимагає від людей влаштування солдатів. Тим часом граф передає записку Розіні.

### III дія
Граф знову приходить до будинку, переодягнувшись цього разу учнем Базиля, органістом монастиря. Він розповідає Бартоло, що Базіль захворів і послав його дати Розіні уроки музики. Розіна впізнає графа ("Ліндора") і співає. Захоплений музикою, засинає; тим часом граф починає цілувати Розіну. Фігаро приїжджає і намагається відвернути увагу лікаря Бартоло. Базіль приїжджає, щоб дати Розіні урок музики. Граф непомітно передає Базілю гаманець, підкуповуючи його. Граф обіцяє Розіні повернутися вночі. 

### IV дія
Базіль припускає, що в будинок лікаря приходив граф, і не радить планувати Бартоло змушувати Розіну до шлюбу. Тим часом Бартоло обмовляє Ліндора і Розіна вірить цій історії. Вона обурюється і погоджується вийти заміж за Бартоло. Та коли Бартоло поспішає на пошуки нотаря для проведення церемонії одруження, Фігаро і граф вриваються в будинок. Граф розкриває свою справжню особу, і Розіна прощає його. Нотар укладає шлюбний договір графом та Розіною. Бартоло приходить за хвилину після його підписання. Як втіху йому залишають гроші з приданого Розіни.

## Проблематика твору
- Проблема честі і відданості
- Соціальна нерівність
- Мистецтво у тогочасному суспільстві
- Свавілля представників панівної верхівки
- Сенс і радість життя, насолода від кожної прожитої хвилини.
- Влада грошей у суспільстві

## Образ Фігаро
Фігаро - головний персонаж комедії пройдисвіт і балакун. Він за жодних обставин не втрачає самовладання та доброго настрою. У дитинстві був викрадений і батьків не пам'ятає. Герой доклав чимало зусиль, щоб пробити собі дорогу в житті. Був ветеринаром, писав п’єси, багато мандрував Іспанією. Він зазвичай спокійний, зібраний та розумний, але може бути ірраціональним, коли злиться. Фігаро винахідливий, уміє плести комедійну інтригу, заплутуючи її, а потім розплутуючи.